# Иркутский областной краеведческий музей
Иркутский областной краеведческий музей имени Н. Н. Муравьева-Амурского — государственное автономное учреждение культуры Иркутской области. Музей включает в себя 7 экспозиционных отделов: отдел истории, отдел природы, выставочный отдел «Окно в Азию», выставочный отдел «Музейная студия», ледокол «Ангара», музей В. Г. Распутина, Культурно-просветительский центр в селе Анга, а также методический отдел, отдел маркетинга и информационной деятельности, научно-фондовый отдел и библиотеку. При музее действует экскурсионное бюро, предлагающее пешеходные и автобусные экскурсии по городу и окрестностям. Музей организует выставки и экспозиции с ежегодной посещаемостью до 300 тыс. человек.

## История

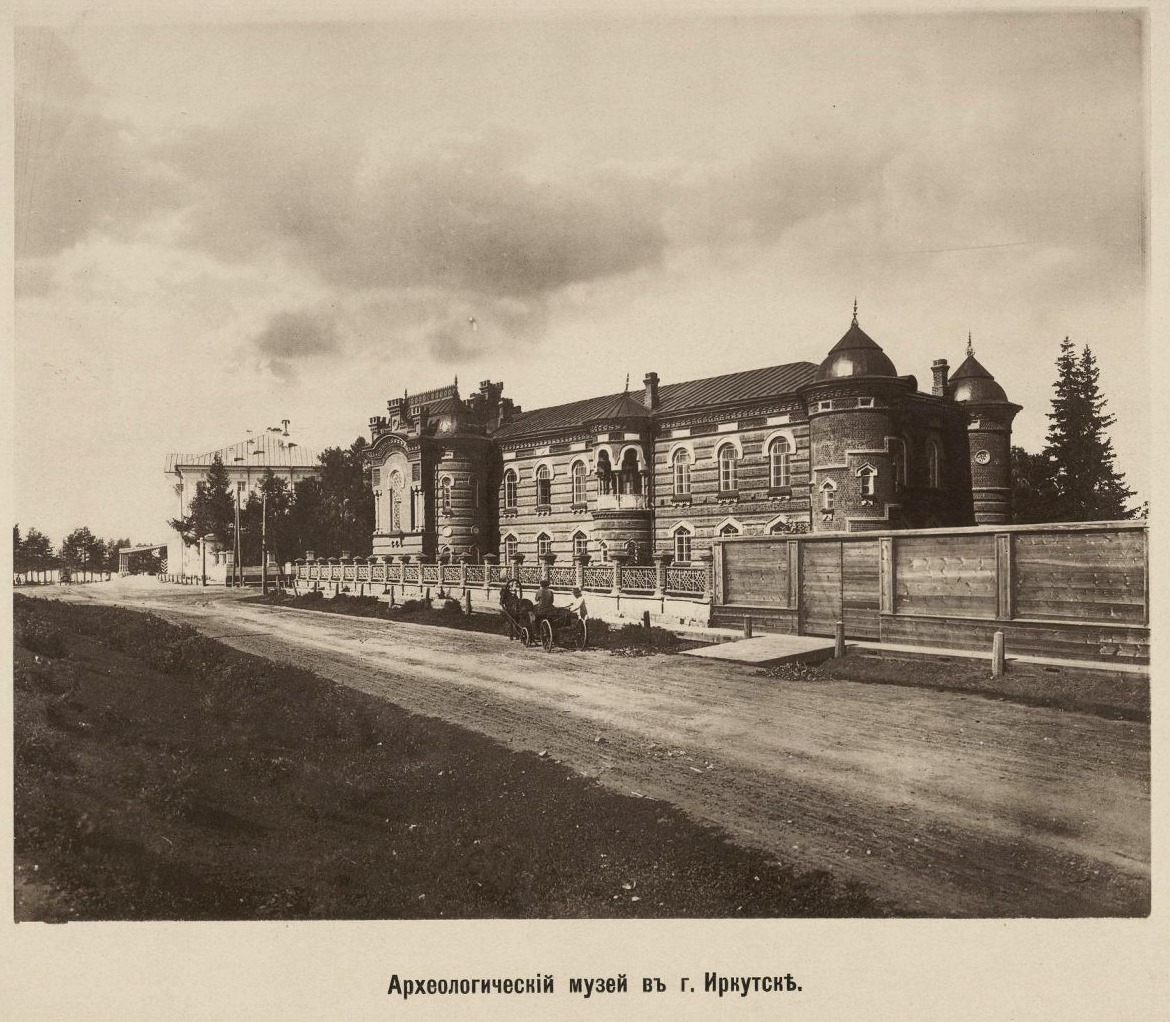
Археологический музей. Фотография 1905 г.

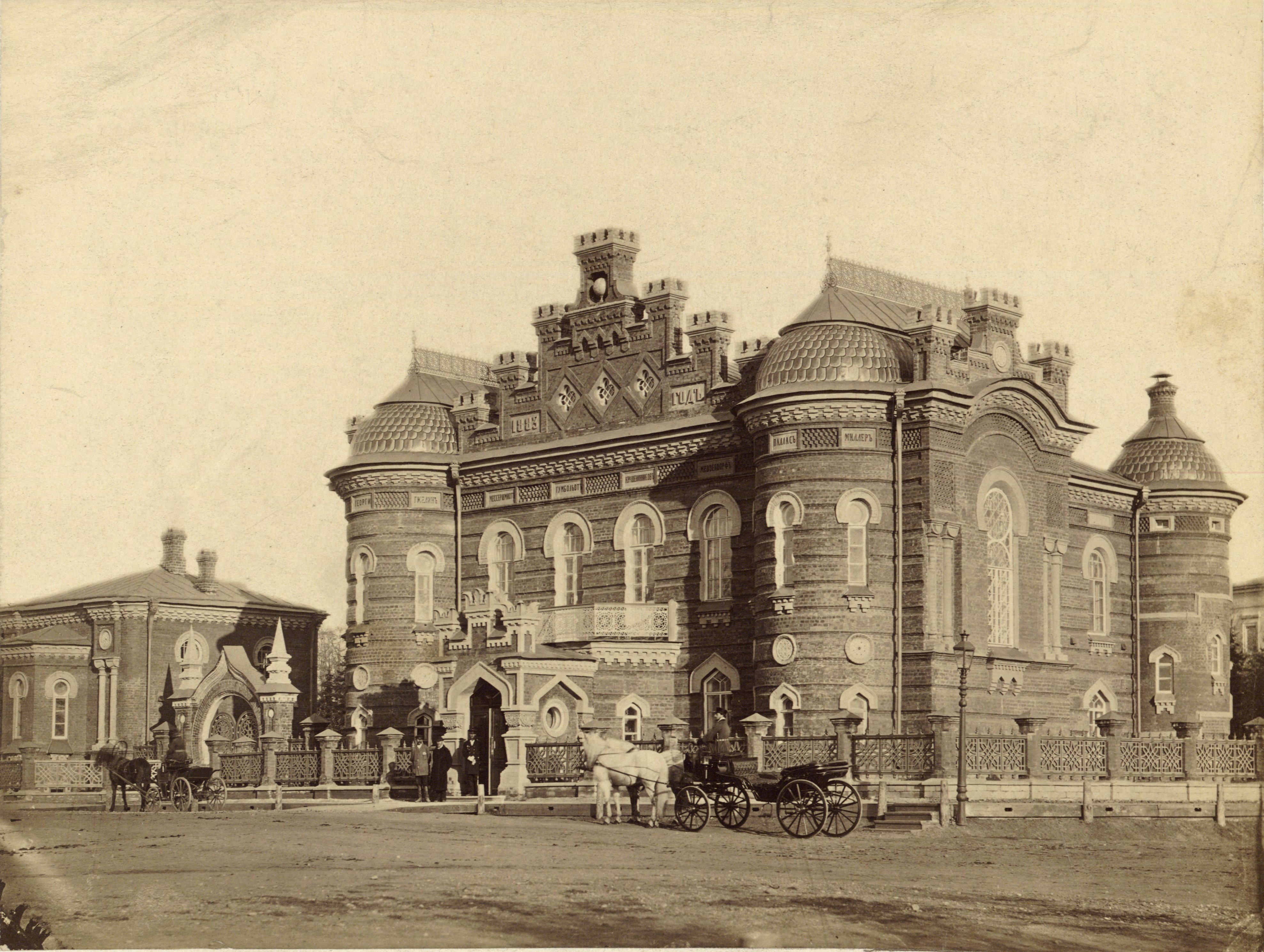
Здание музея, построенное на месте сгоревшего. 1880-е гг.

Музей был основан в 1782 году на деньги, собранные губернатором Иркутского наместничества Ф. Н. Кличкой с местных дворян и купцов.
В 1879 году в Иркутске произошёл пожар, в результате которого сгорела значительная часть города, в том числе здания музея и библиотеки. Было утеряно 22 тыс. музейных экспонатов и 10 тыс. книг. Новое здание музея было построено на углу Большой и Набережной улиц. Открытие состоялось 6 (18) ноября 1883 года. На фасаде слева была выбита дата основания здания — 1883 (справа было написано Годъ, с 1891 года — 1891).
В 1896 году на Нижегородской всероссийской выставке музею был присуждён диплом 1 степени.
В 1920 году музей ВСОРГО (Восточно-Сибирского отдела Русского географического общества) был национализирован и перешёл в собственность государства.
Ныне это Иркутский областной краеведческий музей.

## Автобусные экскурсии
- «Колчак в Иркутске»[3].
- «Исторические и памятные места города Иркутск»[4].
- «Байкал — жемчужина Сибири»[5].
- «Православные храмы»[6].
- «Обелиски славы»[7].
- «На родину святителя Иннокентия (Вениаминова)» — двухдневный тур в село Анга и Верхоленск[8].

## Структура музея
- Отдел книжного фонда (Карла Маркса, 13)
- Отдел маркетинга и информационной деятельности (Карла Маркса, 13)
- Отдел истории (Карла Маркса, 2)
- Отдел природы (Карла Маркса, 11)
- Музейная студия (Карла Маркса, 13)
- Отдел «Окно в Азию» (Третьего Июля, 21)
- Ледокол «Ангара» (Маршала Жукова, 36А/1)
- Музей В. Г. Распутина (Свердлова, 20)
- Культурно-просветительский центр имени святителя Иннокентия (Вениаминова) (с. Анга Качугского района Иркутской области, ул. Школьная, д. 28/1)[9]